# Dan Deublein
Dan Deublein (né le 22 novembre 1972 à Show Low, en Arizona) est un ancien acteur américain. En 2005, il quitta le théâtre pour continuer dans une carrière en médecine.

## Télévision
| Année | Titre             | Rôle          | Notes |
| ----- | ----------------- | ------------- | ----- |
| 2002  | When Sunday Comes | Marc Campbell |       |
| 1999  | A Rain In Spain   | Scott Ryan    |       |

| Année | Titre               | Rôle             | Notes      |
| ----- | ------------------- | ---------------- | ---------- |
| 2004  | À la Maison-Blanche | Dr. McKinley     | 1 épisode  |
| 2001  | Arrest & Trial      | Jon Sikes        | 2 épisodes |
| 2000  | Hôpital central     | Capitaine Wilkes | 1 épisode  |
| 2000  | Beverly HIlls 90210 | Ben Swift        | 3 épisodes |
| 1999  | Port Charles        | Scott            | 6 épisodes |